# Охотник и рыболов
Охотник и рыболов (в превод: „Ловец и риболов“) е руски телевизионен канал, собственост на Первый ТВЧ, руска телевизионна компания, основана през 2007 г. в Санкт Петербург. Стартира излъчване на 27 април 2007 г. под името „Весёлое ТВ“ (Весела телевизия). Носи настоящото си име от 1 декември 2009 г. Каналът излъчва предавания за лов и риболов. Излъчва по кабел, сателит и ефирно за Русия. Излъчва се от много телевизионни оператори в България.
На територията на Русия са достъпни още два канала с подобна тематика: френският „Chasse et Peche“ и московският „Охота и рыбалка“.
От декември 2012 г. е пуснат „първият в Русия HD телевизионен канал за мъже, увличащи се от лов и риболов – „Охотник и рыболов HD“.